# Ivana Trumpová

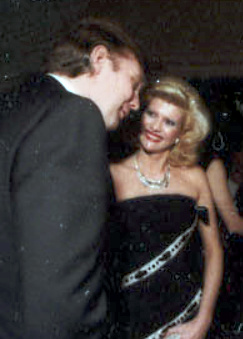
Donald a Ivana Trumpovi v době svého manželství

Ivana Marie Trumpová, rozená Zelníčková, (20. února 1949 Gottwaldov – 14. července 2022 New York) byla česko-americká podnikatelka, lyžařka a modelka. V letech 1977–1992 byla první manželkou podnikatele, miliardáře a pozdějšího amerického prezidenta Donalda Trumpa.

## Život
Ivana Zelníčková se narodila 20. února 1949 v Československu. Narodila se Miloši Zelníčkovi (1927–1990) a Marii Zelníčkové, roz. Francové, ve Zlíně (tehdy Gottwaldově). Její otec byl elektrotechnik a její matka pracovala jako telefonní operátorka. Od útlého věku jí otec pomáhal rozvíjet talent pro lyžování. Díky lyžařským dovednostem se stala členkou juniorského národního lyžařského týmu. V roce 1970 se objevila v československém televizním seriálu Pan Tau, konkrétně v dílu „Pan Tau na horách“. V roce 1972 byla údajně vybrána jako náhradnice do československého olympijského týmu, díky čemuž jí bylo dovoleno cestovat i mimo komunistický východní blok.[zdroj?] Navštěvovala Univerzitu Karlovu v Praze a magisterský titul z tělesné výchovy získala v roce 1972.[zdroj?]
Prvním jejím manželem se stal rakouský lyžař Alfred Winkelmeier, pár spolu vydržel v manželství dva roky. V roce 1977 se provdala podruhé, tentokráte za amerického podnikatele Donalda Trumpa. Rozvedli se v roce 1992. Komunistická Státní bezpečnost vedla na Ivanu Trumpovou od dubna 1978 sledovací svazek IVANA. Shromažďovala v něm informace jak o ní, tak o jejím manželovi Donaldu Trumpovi. V roce 1990 byla v USA vyhlášena hoteliérkou roku.
S Donaldem Trumpem měla tři děti, a to Donalda Johna juniora, Ivanku a Erica. Byla osminásobnou babičkou. Dcera Ivanka Trumpová je modelka a podnikatelka, je vdaná za amerického podnikatele Jareda Kushnera, kterého si vzala v říjnu 2009. Mají spolu dceru Arabellu a syny Josepha a Theodora. Syn Donald John jr. je ženatý s modelkou Vanessou, se kterou má pět dětí – dcery Kai Madison a Chloe Sophia a syny Donalda Johna III., Tristana Milose a Spencera Fredericka.
Za svého třetího manžela Riccarda Mazzucchelliho byla Ivana provdána v letech 1995–1997. Jejím čtvrtým manželem se stal Ital Rossano Rubicondi. Svatba se uskutečnila v Palm Beach na Floridě v letovisku Mar-a-Lago, které patří bývalému manželovi Donaldu Trumpovi. I s Rubicondim se rozvedla.
Zemřela 14. července 2022 poté, co upadla na schodech ve svém manhattanském bytě. Její druhý exmanžel, americký prezident Donald Trump, ji nechal pohřbít poblíž jamky č. 1 na svém golfovém hřišti Trump National Golf Club v Bedminsteru ve státě New Jersey. Po pohřbu se objevily spekulace, že místo pohřbení Trump zvolil účelově, aby se vyhnul placení daní. Z právního hlediska lze nyní na základě tohoto aktu uvedené hřiště považovat za hřbitov, přičemž hřbitovy podle zákonů státu New Jersey nepodléhají dani z příjmu ani dani z vlastnictví či prodeje nemovitosti.

## Jazykové znalosti

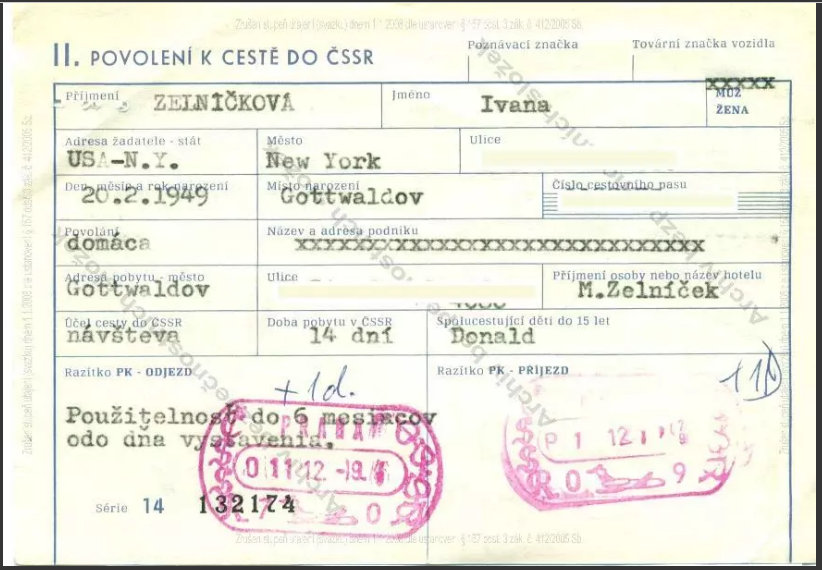
Povolení k cestě do Československa pro Ivanu Trumpovou v roce 1979.

Ivana Trumpová hovořila pěti jazyky, mj. česky, anglicky a rusky. Trochu mluvit česky se naučil její syn Donald ml., a to i díky prázdninám, tráveným u dědečka na Moravě. Dcera Ivanka rozumí češtině pouze málo a nejmladší syn Eric ji neovládá, mimo jiné proto, že se jeho čeští prarodiče v době jeho dětství už naučili dobře anglicky. Všichni tři sourozenci se také ve škole učili francouzštinu.

## Ocenění
- Medaile Za zásluhy 1. stupeň in memoriam (2022)

## Knihy
- For Love Alone. Pocket Books, New York 1992, ISBN 978-0-671-79088-2.
  - z anglického přeložil Ladislav Smutek: Jen z lásky. Dialog, Liberec 1992, ISBN 80-85194-69-4.
- Free to Love. Pocket Books, New York 1993, ISBN 978-0-671-74371-0.
  - z angličtiny přeložila Věnceslava Lexová: Volná pro lásku. Dialog, Litvinov 1993, ISBN 80-85194-95-3.
- The Best Is Yet to Come. Coping with Divorce and Enjoying Life Again. Pocket Books, New York 1995, ISBN 978-0-671-86569-6.
  - z angličtiny přeložila Věnceslava Lexová: To nejlepší teprve přijde. Dialog, Liberec 1996.